# Rita (orkaan)
| Top 10 krachtigste orkanen in het Atlantisch bassin gemeten naar luchtdruk. | Top 10 krachtigste orkanen in het Atlantisch bassin gemeten naar luchtdruk. | Top 10 krachtigste orkanen in het Atlantisch bassin gemeten naar luchtdruk. | Top 10 krachtigste orkanen in het Atlantisch bassin gemeten naar luchtdruk. |
| Rang                                                                        | Orkaan                                                                      | Seizoen                                                                     | Minimale druk in mbar (hPa)                                                 |
| --------------------------------------------------------------------------- | --------------------------------------------------------------------------- | --------------------------------------------------------------------------- | --------------------------------------------------------------------------- |
| 1                                                                           | Wilma                                                                       | 2005                                                                        | 882                                                                         |
| 2                                                                           | Gilbert                                                                     | 1988                                                                        | 888                                                                         |
| 3                                                                           | "Labour Day"                                                                | 1935                                                                        | 892                                                                         |
| 4                                                                           | Rita                                                                        | 2005                                                                        | 895                                                                         |
| 5                                                                           | Allen                                                                       | 1980                                                                        | 899                                                                         |
| 6                                                                           | Katrina                                                                     | 2005                                                                        | 902                                                                         |
| 7                                                                           | Camille                                                                     | 1969                                                                        | 905                                                                         |
| 7                                                                           | Mitch                                                                       | 1998                                                                        | 905                                                                         |
| 9                                                                           | Dean                                                                        | 2007                                                                        | 906                                                                         |
| 10                                                                          | Maria                                                                       | 2017                                                                        | 908                                                                         |
| Bron: Amerikaans departement van Handel                                     |                                                                             |                                                                             |                                                                             |

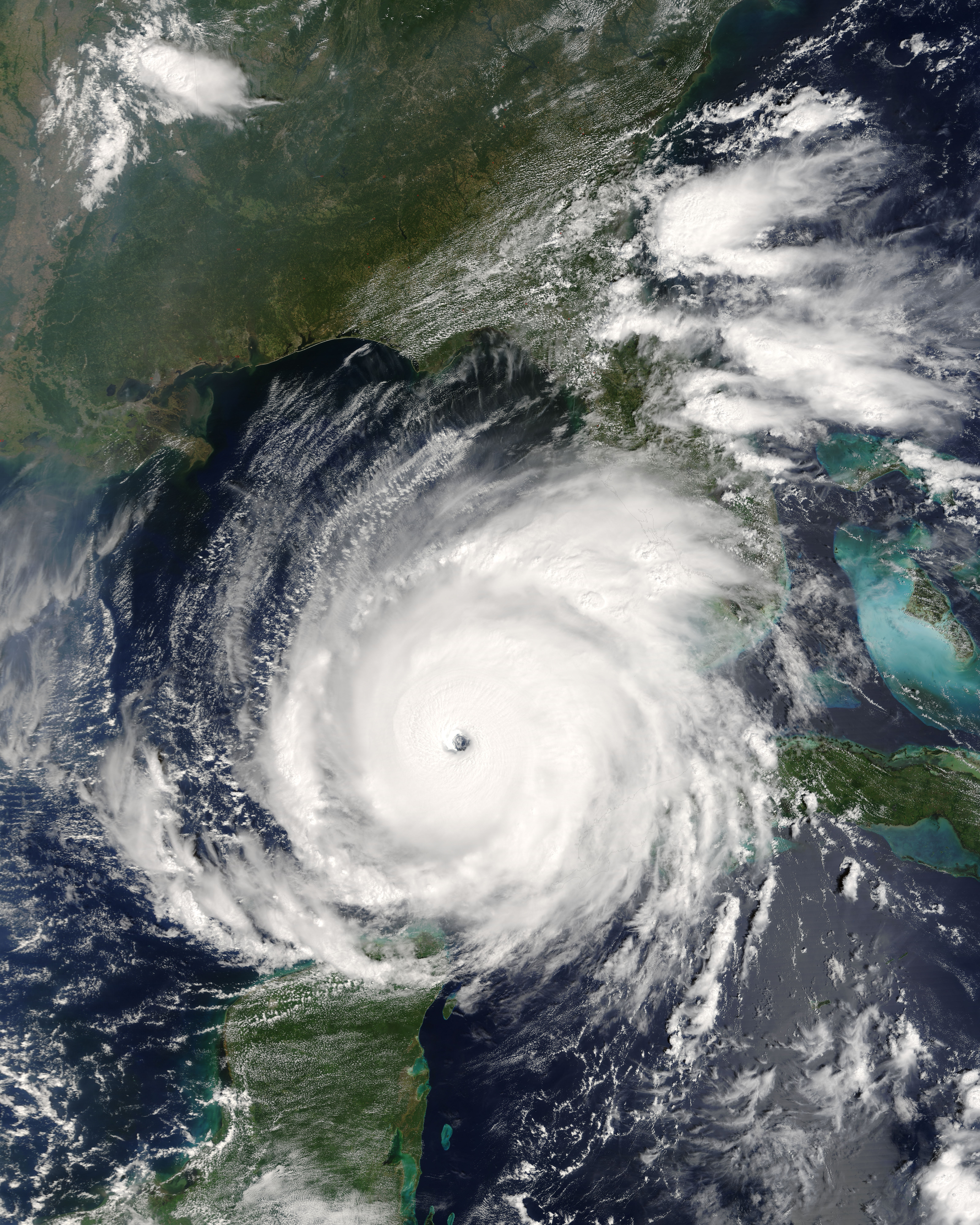
Rita

Rita is een orkaan, die deel was van het orkaanseizoen 2005 in de Golf van Mexico. Zij is de 17e benoemde storm van 2005, de tiende orkaan, de vijfde grote orkaan, en de derde orkaan van categorie 5, de hoogste op de vijfpuntenschaal.
Zij is ontstaan voor de kust van Florida. De storm heeft eerst Florida en Cuba aangedaan, waarna zij over Texas en Louisiana trok.
Op 20 september 2005 werd de tropische storm als orkaan van categorie 1, de laagste op de vijfpuntenschaal, geklasseerd.
In de VS zijn tienduizenden mensen op de vlucht geslagen voor Rita, nadat eerder Katrina voor veel schade had gezorgd. De uiteindelijke gevolgen waren vooral materiële schade.

## Geschiedenis
Rita ontstond uit de resten van een koufront en een tropische onweersstoring, die een interactie met elkaar aangingen. Het zuidelijk deel van het koufront was op de Atlantische Oceaan afgesloten geraakt van het lagedrukgebied waartoe het behoorde en was opgelost tot een kleine trog van lage druk aan het aardoppervlak, die verder westwaarts dreef en veel onweer veroorzaakte, maar verder niet georganiseerd was. De tropische onweersstoring, het andere systeem dat tot de cyclogenesis van Rita zou bijdragen, was op 7 september van de Afrikaanse kust westwaarts getrokken, zonder tot ontwikkeling te komen. Deze twee systemen ontmoetten elkaar op 17 september ten noorden van Puerto Rico, waarna zij samen een lagedrukgebied vormden. Doordat de omstandigheden gunstig waren; de stroming in de atmosfeer door een naburig lagedrukgebied op grote hoogte werd minder, ontstond er op 18 september tropische depressie 18 op 125 km ten oosten van de Turks- en Caicoseilanden.
Tropische depressie 18 trok over de Turks en Caicos eilanden naar het westnoordwesten. Boven het zuidoosten van de Bahama's promoveerde op 18 september tropische depressie 18 tot tropische storm Rita. Dat de R in de lijst werd bereikt, was opmerkelijk; slechts één keer eerder droeg een tropische cycloon in het Altlantisch bassin een naam met de letter 'R', Roxanne in 1995. Eigenlijk zouden Rita en Roxanne in het gezelschap moeten verkeren van Martha in 1969, ook Martha was de 17de tropische cycloon, die recht had op een naam, maar omdat de voorspellingsmethoden in 1969 nog niet zo geavanceerd waren, zijn er destijds een aantal tropische stormen naamloos gebleven, die achteraf pas zijn geïdentificeerd als tropische storm. Op 19 september draaide Rita bij naar het westen en koerste in de richting van de Straat Florida en de volgende dag promoveerde Rita tot orkaan op 185 km ten oostzuidoosten van Key West, Florida.
Dezelfde dag passeerde Rita op 80 km ten zuiden van Key West, een uur daarvoor had Rita de tweede categorie bereikt. Rita kwam daarna boven de loop current terecht, een zeestroom die bijdraagt aan de golfstroom. Daardoor kon Rita snel aan kracht winnen.
Op 21 september bereikte Rita de vijfde categorie, zij had zich binnen 36 uur van tropische storm tot orkaan van de vijfde categorie ontwikkeld. Rita trok westwaarts aan de zuidflank van een hogedrukgebied. Wanneer dit hogedrukgebied zou verzwakken of weg zou gaan, zou Rita naar het noordwesten kunnen afbuigen. Zodoende werd verwacht dat Rita op 24 september, tussen Galveston en Corpus Christi in Texas zou landen. Evacuatiebevelen werden uitgevaardigd voor delen van de kust van Texas, en ook voor New Orleans. New Orleans had nog te kampen met de zware verwoestingen als gevolg van orkaan Katrina. Ook Houston werd bedreigd.
Niet alleen steden, maar ook de olie-industrie werden bedreigd door de orkaan. Veel raffinaderijen werden stilgelegd. De belangrijkste schade was het kapseizen van het Tension-leg platform van het Typhoon-veld. Gevolgen waren brandstofschaarste en stijgende olieprijzen.
Rita bereikte op 22 september op 500 km ten zuidzuidoosten van de Mississippimonding haar hoogtepunt, met windsnelheden tot 287 km/uur en een centrale luchtdruk van 895 mbar. Op dat moment was zij op twee na de orkaan in het Atlantisch bassin met de laagste luchtdruk, later in het seizoen zou Wilma de eerste plaats in deze lijst innemen en zodoende Rita naar de vierde plaats verdringen.

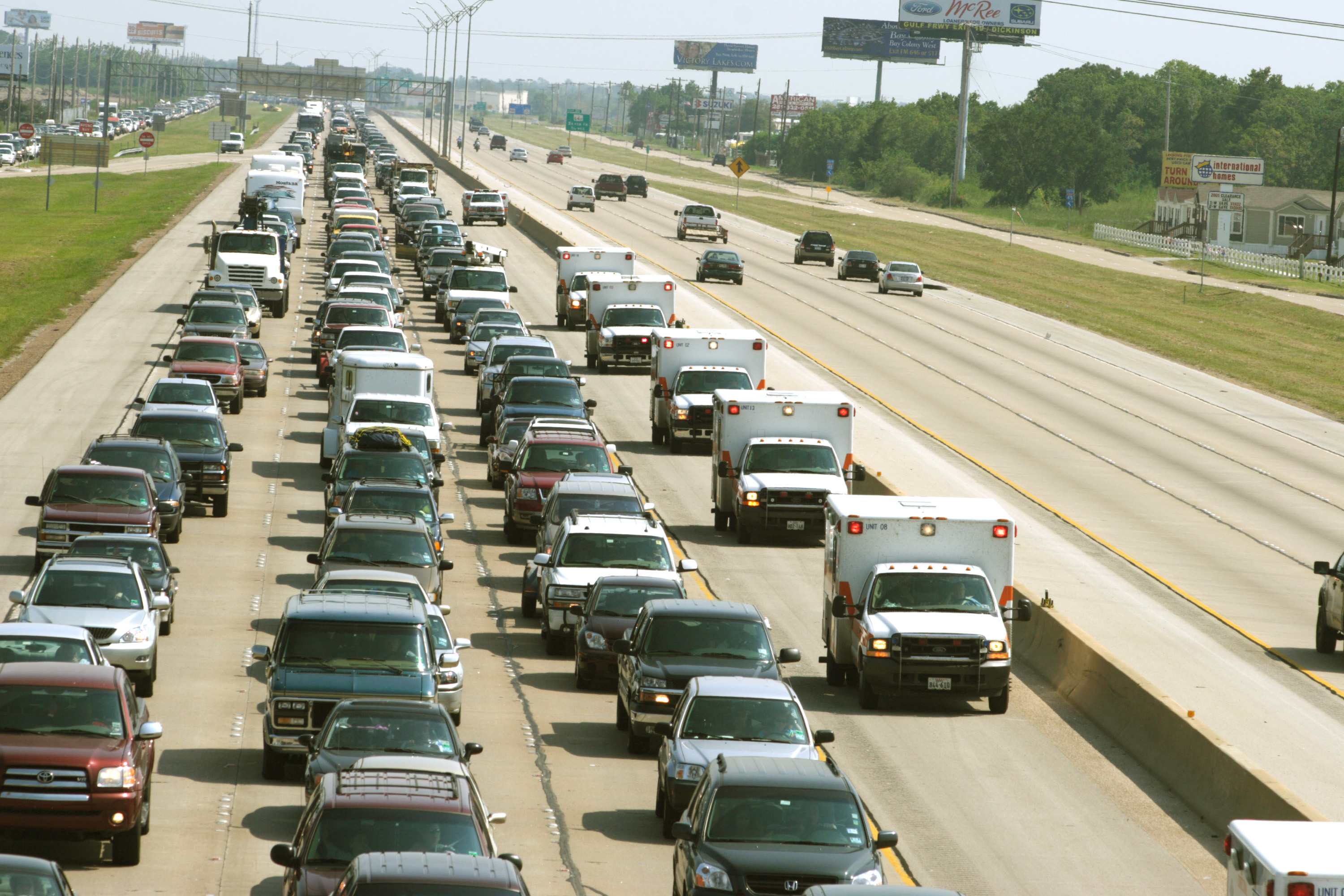
Geëvacueerden op grote weg

Op de ochtend van 24 september bereikte Rita de kust in het grensgebied van Texas en Louisiana. De orkaan was inmiddels afgenomen tot categorie 3, omdat zij de loop current had verlaten en het water vlak voor de kust veel koeler was. Rita landde met windsnelheden van 185 km/uur en een minimale druk van 937 mbar nabij de grens tussen Texas en Louisiana als orkaan van de derde categorie, genoeg om nog veel schade aan te richten. Niet alleen de wind, maar vooral ook de regen en de overstromingen die daar het gevolg van zijn kunnen voor veel overlast zorgen.
Uiteindelijk heeft de orkaan minder schade aangericht dan gevreesd. Het aantal slachtoffers was in Texas toch nog vrij hoog (113), mede door de chaotische evacuatie van Houston, waarbij onder meer een bus met bejaarden explodeerde. In Mississippi zijn vier mensen omgekomen, in Florida twee. In New Orleans liep een deel van de stad opnieuw onder water als gevolg van regenval. In april 2006 werd de naam Rita van de lijst geschrapt, en werd in 2011 vervangen door Rina.

## Financiële schade
Orkaan Katrina is met een tot nog toe geschatte schade van 125 miljard dollar en meer dan duizend doden de meest destructieve en duurste orkaan in de recente geschiedenis van de Verenigde Staten. Tweede in deze lijst was orkaan Andrew, die in 1992 voor 21 miljard dollar schade zorgde. Aanvankelijk werd gedacht dat Rita ook zeer hoog in deze lijst zou komen, maar de schade viel mee, met $9,4 miljard landde Rita op een negende plaats.

## Voorbereidingen en risico

### Louisiana
De gemeente Cameron is uit voorzorg geëvacueerd. Voor het westelijk gedeelte van de kust is een orkaanwaarschuwing uitgevaardigd. In de rest van de staat wordt er gewaarschuwd voor een tropische storm.

### Texas
Enkele gebieden in het kustgebied zijn uit voorzorg geëvacueerd. Het gaat hier onder andere om Galveston, Houston, Port Aransas en Corpus Christi. Waarschijnlijk zullen er nog meer gebieden geëvacueerd worden. Voor vrijwel de hele kustlijn is een orkaanwaarschuwing uitgevaardigd. Veel vluchtelingen van Orkaan Katrina hebben zich vanwege Rita weer moeten verplaatsen. Vooral in Houston moesten vele inwoners van New Orleans terug op de vlucht.

### Tamaulipas
Overheden in Tamaulipas (Mexico) hebben uit voorzorg evacuatieplannen opgesteld en hebben een lichte waarschuwing laten uitvaardigen